# Ezüst Szamuráj
Az Ezüst Szamuráj, valódi nevén Harada Kenicsiro (ハラダ・ケンイチロウ, eredetileg Kenuichio Harada) egy kitalált szereplő a Marvel Comics képregényeiben. A szereplőt Steve Gerber és Bob Brown alkotta meg. Első megjelenése a Daredevil 111. számában volt, 1974 júliusában.
Az Ezüst Szamuráj mutáns, aki képes bármilyen tárgyat, általában katanáját „mutáns energiával” feltölteni. Kenicsiro Jasida Singen, egy jakuzavezér törvénytelen fia, aki először mint gonosztevő tűnt fel a képregények oldalain, és Rozsomák egyik leghalálosabb ellenfele volt. Féltestvére, Jasida Mariko halála után átvette a Jasida-klán vezetését és célul tűzte ki, hogy visszaállítja annak becsületét.